# Leoti
Leoti is een plaats (city) in de Amerikaanse staat Kansas, en valt bestuurlijk gezien onder Wichita County.

## Demografie
Bij de volkstelling in 2000 werd het aantal inwoners vastgesteld op 1598.
In 2006 is het aantal inwoners door het United States Census Bureau geschat op 1426, een daling van 172 (-10,8%).

## Geografie
Volgens het United States Census Bureau beslaat de plaats een oppervlakte van
3,4 km², geheel bestaande uit land. Leoti ligt op ongeveer 1006 m boven zeeniveau.

## Plaatsen in de nabije omgeving
De onderstaande figuur toont nabijgelegen plaatsen in een straal van 52 km rond Leoti.